# Valea Usturoiu
Valea Usturoiu (în limba maghiară Fokhagymás-völgy) este o vale relativ îngustă ce șerpuiește printre lanțurile de dealuri situate la nord de Baia Mare, având lungimea de circa 7 km, în care curge pârâul omonim ce își are izvorul pe versantul sud-vestic al Muntelui Pleștioara. Gura văii se deschide la est de Parcul Municipal, între Dealul Florilor și Dealul Piatra Virgină.
Numele văii, adoptat din traditia orală, probabil se datorează leurdei (Allium ursinum) care este răspândită în pâlcuri întinse, mai ales pe versanții nord vestici ai Dealului Florilor ce străjuiesc valea spre est și care în perioada de înflorire, martie-aprilie, răspândesc un miros puternic de usturoi.